# Povijest FC Bayern Münchena
Povijest FC Bayern Münchena seže do 1900. godine, kada je klub osnovan u Münchenu, Njemačka. Klub je od tada postao najjači njemački nogometni klub, te jedan od najuspješnijih u svijetu.

## Povijest do Drugog svjetskog rata (1900. – 1945.)

### Rane godine
Nogometni klub Bayern München osnovan je 1900. godine, kada se nekoliko ljubitelja nogometa odvojilo od Münchner TurnVerein-a 1879 i utjecaja njegovih gimnastičara, koji nisu bili veliki entuzijasti, što je u to vrijeme i bilo normalno. Gotovo od prvog dana, Bayern je postao vrlo jak lokalni klub, ali je imao slab utjecaj tada.
Zbog financijskih razloga, te dostizanja većih terena i potrebnih objekata, klub se dva puta spajao s drugim klubovim. 1906. godine, ujedinili su se s klubom Münchner Sport Club. Kao dio dogovora, nogometaši su morali nositi crne dresove, a crvene, koje i danas nose, dobili su spajanjem s drugom momčadi. Bayern je svoj prvi trofej osvojio 1909. godine, kada su osvojili Bavarsku nogometnu ligu. 1919. godine, kratko nakon Prvog svjetskog rata, Bayern je napustio MSC odjel, koji se više usredotočavao na hokej na travi i tenis, sportove kojim se i danas bave. Bayern je tada ujedinio snage s klubom Turn-und Sportverein 1890 Jahn München dok ga 1923. godine nije napustio, te su od tada neovisni.
U tim ranim danima, Bavarski nogomet je bio slabiji od onog iz Frankonije na sjeveru države, najpoznatiji klub je bio 1. FC Nürnberg i njegov susjed SpVgg Fürth. 1914. godine, Fürth je postao prva momčad iz Bavarske koja je potala nacionalni prvak, a do 1930. godine, ove dvije momčadi su ukupno osvojili osam naslova. Predsjednik FC Bayerna Kurt Landauer, koji je tu dužnost obnašao od 1913. do 1951. s čestim prekidima, imao je strategiju za nadogradnju momčadi da bi pobijedio dominaciju Frankonije. Uzeo je engleza Williama Townleyja za trenera, prvog profesionalnog u povjesti Bayerna. Townley je bio najtraženiji u Njemačkoj, najviše zbog osvajanja prvenstva s Karlsruherom FV, 1910. godine. 
1926. godine, Bayern je osvojio južnonjemačko nogometno prvenstvo, ali su uvijek bili slabiji od gradskog rivala 1860 Münchena, koji je 1931. godine postao Münchenski klub koji je stigao do finala nacionalnog prvenstva. Bayern je sljedeće godine odgovorio pobijedivši u državnom prvenstvu. U finalu je s trenerom Richardom Dombijem rezultatom 2:0 pobijedio Eintracht Frankfurt.

### Drugi svjetski rat
No, povijest je bila protiv Bayerna. S dolaskom Hitlera na vlast, iz kluba je otišao predsjednik, židov, a ekipa ga je posjećivala u izgnanstvu u Švicarskoj iako im to nije pomoglo. Trener Dombi, također židov, preselio se u Nizozemsku, gdje je zauzeo trenersku poziciju u SC Feijenoordu u Rotterdamu, i osnovao je udruge za bolju budućnost kluba.  Sljedećih godina, klub se "rasuo" zbog bespredmetnosti.
Zanimljiva povijesna bilješka je ta da je zadnja utakmica za vrijeme Trećeg Reicha bila gradski derbi Bayern - 1860 München. Utakmica je odigrana 23. travnja 1945., a Bayern je pobijedio rezultatom 3:2. Manje od tri tjedna kasnije, Njemačka je kapitulirala.

## Prijelazne godine (1945. – 1963.)
Nakon Drugog svjetskog rata, Bayern je nastupao u Oberligi Süd, koja je bila jedna od pet Oberliga, osnovane na zapadu zemlje. U razdoblju od osnutka Oberlige (1947.) do osnutka Bundeslige (1963.), igrali su kao momčad srednje klase. Najbolji rezultati koje su mogli postići su treće i četvrto mjesto na ljestvici. Čak su ispali u 2. Oberligu Süd u sezoni 1956., jedini put u povijesti.
Bayern je ostvario nekoliko pobjeda u ostalim natjecanjima osim lige. Osvojili su kup 1957., po drugi put, i to golom Rudi Jobsta u 78. minuti protiv Fortune iz Düsseldorfa. 16. listopada 1962., klub je debitirao na europskoj sceni. Na početku Kupa velesajamskih gradova 1962./63. sezone, pobijedili su FC Basel 3:0), ali ih je u četvrtfinalu zaustavio kasnije finalist NK Dinamo Zagreb, rezultatima 1:4 i 0:0.

## Rani uspjesi u Bundesligi (1963. – 1972.)

### Osnivanje Bundeslige i dolazak Čajkovskog
S početkom 1963./1964. sezone, prva njemačka nogometna liga, koja je do tada bila podijeljena u pet manjih, ujedinila se u jednu ligu - Bundesligu.
S početkom nove lige, došlo je i novo razočarenje za Bayern. Kako je TSV 1860 München pobijedio u posljednjoj Oberligi, a samo jedan klub iz određenog grada smije igrati, Bayern, kao treći u Oberligi, nije prošao iako je trebao (prvih pet je išlo u Bundesligu). Bayerov novovizabrani predsjednik Wilhelm Neudecker, otac modernog FC Bayerna, doveo je trenera Zlatka "Čik" Čajkovskog, bivšeg jugoslavenskog nogometaša, tada već poznatog zbog treniranja FC Kölna u 1962. sezoni. Dolazak se isplatio, Čajkovski je složio obećavajuću momčad punu mladih talenata, kasnije zvanih "osovine": vratar Sepp Maier, branič Franz Beckenbauer i napadač Gerd Müller. Nakon što nisu prošli u Bundesligu 1964. godine, Bayern je osvojio Regionalligu Süd (II.), 1965. godine i prošao je u prvu ligu, uz Borussiju Mönchengladbach.
Bayernova momčad, s igračima s prosječno 22 godine, odmah je dospjela do trećeg mjesta u ligi, u sezoni koju je blistavi 1860 München osvojio svoj prvi i jedini naslov prvaka Bindeslige. Još važnija za Bayern je bila pobjeda u finalu kupa protiv MSV Duisburga, rezultatom 4:2, što ih je vodilo u Kup pobjednika kupova. 
Zvijezda momčadi je bio dvadesetogodišnji Franz Beckenbauer, koji nije igrao krajem sezone zbog nastupa na Svjetskom nogometnom prvenstvu 1966. u Engleskoj, gdje je postao poznat diljem svijeta. Njegovu sjajnu igru je nagradila publika, dobio je najviše glasova za najboljeg europskog igrača godine.
Sljedeće sezone, Bayern postaje treća njemačka momčad koja je obranila naslov prvaka kupa, lako pobijedivši Hamburg u finalu s rezultatom 4:0. Pobijedivši kup, ponovo su nastupili u Kupu pobjednika kupova u Nürnbergu, gdje je mlada momčad pobijedila Rangers u dramatičnom finalu, rezultatom 1:0. Pogodak u produžetcima je postigao Franz "Bik" Roth, koji je kasnije bio zaslužan za mnoga Bayernova osvajanja.

### Novi trener
Zbog slabijeg razvitka u 1967./1968. sezoni, doveden je novi trener, opet Jugoslaven, Branko Zebec koji je nasljedio Čajkovskog. Učvrstio je napad i disciplinu, što se isplatilo kad je Bayern osvojio Bundesligu i DFB Pokal 1968./69., što ga čini prvim klubom u Bundesligu kojemu je to pošlo za rukom. Tijekom cijele te sezone, Bayern je imao samo trinaestoricu igrača.
Borussia Mönchengladbach, koja je u Bundesligu prošla iste godine kad i Bayern, postala je veliki rival Bayernu. Osvojili su sljedeća dva prvenstva, pa je predsjednik Bayerna Neudecker, na preporuku Beckenbauera, pozvao Uda Latteka iz stručnog stožera njemačke reprezentacije da trenira Bayern. U svojoj prvoj godini, Lattek je uspio vratiti kup u München, s mladim igračima poput Paul Breitnera i Uli Hoeneßa, a stvorio je momčad koja je postigla prvi prvenstveni hat-trick u povijesti njemačkog nogometa.

## Veliki uspjesi u Ligi prvaka i pad (1972. – 1974.)

### Novi stadion i novi igrači
U zadnjoj utakmici sezone 1971./1972., Bayern je potvrdio povratak na vrh Njemačke s velikom 5:1 pobjedom protiv Schalkea 04. Schalke je trebao pobijediti za osvajanje Bundeslige, no postali su najbolja drugoplasirana momčad u povijesti Bundeslige. To je ujedno bila i prva Bayernova utakmica na novom Olimpijskom stadionu. Zarada od prodaje ulaznica za 80.000 navijača je dosegla do 1.000.000 DEM.
Do tada, njihovo domaće igralište je bio Grünwalder Stadion, obično zvan Grünwalder ili Sechz'ger, a prije rata ga je posjedovao TSV 1860. Stadion je bio u lošem stanju, a imao je kapacitet od oko 40.000, većinom stajaćih mjesta. Uistinu, bilo je čudno da München, treći grad u Njemačkoj, nije ugostio nijednu utakmicu reprezentacije od 1940. godine.
Olimpijski stadion ili Olympiastadion na svom je vrhuncu bio jedan od najljepših i najudobnijih stadiona, što je značilo ogromno povećanje Bayernovog prihoda, ne samo zbog kapaciteta, već i zbog velikog broja nagradno-plaćenih sjedala. Olimpijske igre 1972. u Münchenu su značile veliki dobitak klubu, i osigurale su mu financijsku potporu najmanje do Svjetskog nogometnog prvenstva 1974. u SR Njemačkoj, kada su se masovno počeli graditi novi stadioni diljem zemlje. Uzastopno uspješne sezone u europi, punile su Olympiastadion, što je i davalo najveći prihod klubu. Sponzori i TV prava su također donosili prihode, ali male u odnosu na prodaju ulaznica, a ukupan prihod je bio oko pet milijuna eura. Transferi igrača su doprinosili zaradi, ali su značili gubitak kvalitete momčadi.
Pored kvalitetnog vodstva, posjedovanje kvalitetnih igrača koji su "nastali" u određenoj momčadi kao mladi talenti bilo je puno jeftinije, i to uz činjenicu da u ondašnje vrijeme Italija i Španjolska nisu mogle imati stranih igrača u ligama; zato je vrijeme dovršetka izgradnje stadiona bilo savršeno i ključno u Bayernovoj prvoj poziciji u državi i europi. Omogućavalo je Bayernu, za razliku od rivala Mönchengladbacha, da zadrži najveće igrače.
Kad je 1973. godine Španjolska dopustila stranim igračima da igraju u njenim ligama, FC Barcelona je ponudila ogromnih 1.5 milijuna € za kupnju Gerda Müllera, no Bayern je odbio pa je Barça kupila nizozemca Johana Cruijffa. Bayernov rival s Rajne, Mönchengladbach, morao je pustiti svoju superzvijezdu Güntera Netzera u Real Madrid. Malo poslije toga, Bayern je kupio Jupp Kapellmanna iz 1. FC Kölna za 400.000 eura,  tada rekordnih u Njemačkoj.

### Trostruka europska kruna
1972. godine, okrunjen s prvenstvom koje je oborilo sve rekorde, a većina njih nisu ni danas srušena, bila je godina i kojoj je Bayern postao globalno poznat. Uz to, šestorica Bayernovih nogometaša je igralo za njemačku reprezentaciju, jednu od najsjajnijih u povijesti, koja je osvojila Europsko prvenstvo, što je stavilo točku na i sjajne sezone. Bayern je obranio naslov sljedeće godine.
Treće prvenstvo, 1974. godine, podudaralo se s Bayernovim osvajanjem Kupa prvaka, prvim njemačkim u povijesti. U zadnjoj minuti produžetaka na stadionu Heysel, Georg Schwarzenbeck je iznenadio sve (i sebe) kad je zabio izjednačujući pogodak s 35 metara. Prva uzvratna utakmica finala Kupa/Lige prvaka ikad, dva dana kasnije, donijela je pobijedu Bayernu s dva gola Uli Hoeneßa i Gerd Müllera, čime je FC Bayern München postao prvi njemački nogometni klub koji je osvojio Kup/Ligu prvaka.
Šestorica Bayernovih igrača iz reprezentacije su doživjeli još jedan veliki uspjeh, kada su osvojili SP 1974., pobijedivši u finalu Nizozemsku. Sljedeće sezone, motivacija zbog reprezentacije se nije korisila, no, za vrijeme trenera Dettmara Cramera opet su ostvarivali velike rezultate. 1975. godine, Bayern je pobijedio engleski Leeds United u finalu Kupa prvaka u Parizu, kada su "Bik" Roth i Müller osigurali obranu naslova. Tada je Bayern postigao još nekoliko rekorda: jedini pobjednik Kupa prvaka s negativnim rezultatom u domaćem prvenstvu iste sezone. Za dvanaest mjeseci, u Glasgow, AS Saint-Étienne je izgubio od Bayerna, opet golom Franza Rotha, pa je Bayern postao treći, i do danas zadnji klub koji je osvojio Kup/Ligu prvaka tri godine zaredom.

### Kraj velikog razdoblja
Finale Interkontinentalnog kupa u prosincu 1976. obilježio je kraj ovog velikog razdoblja. Bayern je samo još jednom preovladao, na smrznutom Olympiastadionu, razigrani brazilci Cruzeiro Belo Horizonte su izgubili od Bayerna golovima Juppa Kapellmanna i Müllera. U Brazilu, Cruzeiro je uspio "izvući" remi pred 117.000 svojih navijača. Sljedećih par godina, Beckenbauer i Müllera su otiši u SAD, a Maier je završio karijeru s automobilskom nesrećom, nakon što je 13 sezona zaredom bio u prvoj momčadi, što je i svjetski rekord. Bayern je trebao novi početak.

## Novi uspjesi 1980-ih

### FC Breitnigge
Manjak uspjeha je primijetio i predsjednik Neudecker kad je pregovarao s Max Merkelom za mjesto trenera, momčad je jednoglasno bila protiv njega. Ta vrsta revolucije dovela je Bayern u dominaciju na TV vijestima, i to ne u sportskim. Rezultat toga je bio otkaz predsjednika Neudeckera, nedvojbeno otac modernog FC Bayerna, što je opet bila najveća vijest u vijestima.
Mađar Pal Csernai, koji je bio pomoćni trener Cramerovoj zamjeni, Gyuli Lorant, postao je glavni trener. Za vrijeme njegova vodstva momčadi, revolucionirao je Bayernov stil tako što je uveo prostraniju obranu, koju su u Münchenu tada zvali Pal sustav. Kad se Paul Breitner vratio iz Braunschweiga, u kojeg je prešao iz Real Madrida, osnovao je partnerstvo s Karl-Heinz Rummeniggeom. Tzv. FC Breitnigge, pojačan s legendarnim belgijskim vratarom Jean-Marie Pfaffom, Klausom Augenthalerom i napadačem Dieterom Hoeneßom (bratom Uli Hoeneßa), vratio je uspjehe u München. Osvojena su dva prvenstva i kup. Njihovi snovi o novom osvajanju Kupa prvaka srušeni su u finalu u Rotterdamu protiv Aston Ville, kad je njihov igrač Peter Withe zabio jedini i odlučujući pogodak za momčad iz Birminghama. To finale je prvo službeno finale koje je Bayern izgubio, prije njega je imao dvanaest finalnih pobijeda.
Csernaijevo razdoblje je završilo kad Bayern više nije imao daljnjih uspjeha, a klub su počeli ugrožavati i sponzori. Udo Lattek je ponovo dobio trenersku poziciju, i nije razočarao, unatoč nekim financijskim problemima. Za angažman danskog trenera Sørena Lerbyja iz Ajaxa za zamjenu umirovljenog Breitnera, Bayern je dao "zadnji novac", od tadašnjeg predsjednika W.O. Hoffmanna.
Pobjeda u finalu kupa 1984. protiv Mönchengladbacha je ostvarena tek nakon izvođenja jedanaesteraca, prvih u povjesti tog natjecanja. Mladi Lothar Matthäus, koji je u Bayern došao za 1.2 milijuna eura iz Borussije M. promašio je jedanaesterac svojoj nekadašnjoj momčadi.

### Nova generacija
Nakon odlaska Rummeniggea u Inter za tada rekordnih 5 milijuna eura, što je poboljšalo financije Bayerna, momčad je izgubila svoju najveću superzvijezdu, ali je i dalje postizala dobre rezultate: opet su osvojili kup, te pet prvenstava u šest sezona, uključujući i drugi prvenstveni hat-trick, što je značilo ukupno osvajanje 10 prvenstava i rušenje rekorda 1. FC Nürnberga. No, i ova je generacija bila slaba u europskim natjecanjima, u finalu Kupa prvaka 1987. u Beču, izgubili su od FC Porta, i to golovima Madjera i Juaryja u zadnjih 13 minuta utakmice. Rani pogodak Bayerna postigao je Ludwig Kögl glavom, ali to ipak nije bilo dovoljno.

Udo Lattek je odlučio otići u mirovinu, a Bayern je pustio još nekoliko igrača da odu iz kluba.

### Veliki pad u igri
Novi trener, Jupp Heynckes, već prijašnji nasljednik Latteka u Mönchengladbachu, započeo je sezonu s odlaskom Matthäusa i Andreasa Brehmea u Inter s velikom isplaćenom odštetom. Otišao je i Pfaff, te još trojica igrača. Kako su Olaf Thon i Stefan Reuter bili najveće zvijezde, nade nisu bile velike, ali su osvojena još sljedeća dva prvenstva. Umirovljenje Augenthalera, te prodaja Jürgena Kohlera i Stefana Reutera u Juventus, jako su oštetile momčad. Usljedile su dvije sezone bez ijednog trofeja, što je Heynckesa koštalo posla.
Søren Lerby sepridružio momčadi kao novi/stari trener, ali njegov trenerski mandat se pokazao kao prava katastrofa, a tjedna potpisivanja i neuspjele taktike su 1992. godine izbacile Bayern iz prve lige, a Lerbyja s trenerske pozicije. Da bi stvari bile gore, klub B 1903 Copenhagen je izbacio Bayerna iz Kupa UEFA s lakih 6:2 / 0:1. Erich Ribbeck je preuzeo vodstvo momčadi, surađujući s Beckenbauerom, tada sportskim dirktorom.
Momčad je katastrofu ponovila i u sezoni 1991./1992., ali je zato u sljedećoj sezoni Bayern potrošio 12 milijuna eura na pojačanja. Thomas Helmer (4 mil. €), kapetan Brazila Jorginho (2.8 mil. €) i Lothar Matthäus (2 mil. €) su se pridružili momčadi, uz Mehmeta Scholla. Smirivanje živaca trinaestog Bayernovog predsjednika Dr. Fritza Scherera, ekonomskog profesora na svučilištu u Münchenu, značila je prodaja Stefana Effenberga i Briana Laudrupa u Fiorentinu za ukupno 8.5 mil. eura. Rekonstruirana momčad je umalo osvojila prvenstvo u svojoj prvoj sezoni. Ribbeckove taktike (koje su bile negativne) su bile krive za ovaj neuspjeh, a kad se činilo da će se ista stvar dogoditi i sljedeće sezone, Beckenbauer je otpustio Ribbecka i sam preuzeo vodstvo momčadi. Bayernova forma se odmah povećala i osvojili su naslov prvaka te godine.

### Dolazak Beckenbauera
Kaiser Franzov status klupske legende se još povećao, pa je nekoliko godina kasnije postao predsjednik Bayerna, dok je trenerom postao Giovanni Trapattoni, prvi talijanski trener u Bundesligi. Negove "zamke" su zaslužile poštovanje od strane komentatora i ostalih, no problemi (uzrok im je najvjerojatnije bila činjenica da Trappatoni nije dobro znao njemački) su ostavili klub u neredu. Nakon šestoplasiranog mjesta u ligi, Trappatoni se vratio u Italiju, a Otto Rehhagel je postao trener Bayerna, s nadom da će donijeti uspjeh kojeg je postigao u Werder Bremenu. Momčad je u to vrijeme imala nadimak FC Hollywood, zbog stalnih pojavljivanja u tabloidima (ne sportskim), pa su i bili slabiji na terenu, što je dovelo do odlaska Rehhagela. Nakon toga, Beckenbauer opet preuzima vodstvo momčadi i doveo ih je do pobijede u finalu Kupa UEFA 1996. pritiv Girondinsa iz Bordeauxa. Zidane, Dugarry, Lizarazu i Witschge su pobijeđeni rezultatima 2:0 i čak 3:1 u gostima. Jürgen Klinsmann je zabio rekordnih 15 golova u europi, što je odvelo Bayern do prve međunarodne pobjedu u 20 godina, nakon eliminiranja Benfice, Nottingham Foresta i Barcelone.
Giovanni Trapattoni se vratio kao trener, s boljim znanjem njemačkog, a osvojio je već u prvoj sezoni prvenstvo. Sljedeće sezone, rezultat je također bio dobar, Bayern je osvojio kup, a u ligi je završio kao drugoplsirani, a Trapattoni se opet vratio u Italiju.

## Početak novog tisućljeća (2000.-danas)

### Novi europski uspjeh
Sljedećih šest godina, Bayern je ostvario velike uspjehe. To se događalo za vrijeme dok je Bayerna trenirao Ottmar Hitzfeld, nasljednik Uda Latteka, i postao je najuspješniji njemački trener, čak i jedan od najuspješnijih u europi.
U njegovoj prvoj sezoni, 1999. godine, Bayern je osvojio ligu, ali je najviše upamćen bolni poraz u finalu UEFA Lige prvaka 1999. u Barceloni. Bayern je poveo golom Marija Baslera iz slobodnog udarca i imao je rezultat i kontrolu veći dio utakmice, ali je Manchester United senzacionalno preokrenuo rezultat u sudačkoj nadoknadi. U 90 sekundi, Teddy Sheringham i Ole Gunnar Solskjær su postigli pogotke za Manchester i odveli ga do pobjede, uz ogroman plač Bayernovog Samuel Kuffoura i ostalih. Bayern je i u finalu kupa izgubio na izvođenju jedanaesteraca protiv Werder Bremena, dva tjedna kasnije. Za Lothara Matthäusa, to je bio drugi promašaj jedanaesterca u finalu kupa.
Sljedeće sezone, Bayern se osvetio Werderu za poraz u kupu, s visoko 3:0 pobjedom opet u finalu kupa i Bayern je po treći put u povijesti osvojio kup i prvenstvo. U Europi, momčad je dominirala predvođena vratarom Oliverom Kahnom, veznjakom Stefanom Effenbergom i napadačem Giovanom Elberom, ali su u četvrtfinalu ispali od kasnijeg prvaka, Real Madrida (0:2, 2:1).
2001. godine, nakon četvrt stoljeća, pokal Lige prvaka se vratio u München. Bayern se osvetio Manchester za poraz u finalu 1999., pobjedom u četvrtfinalu rezultatima 1:0 i 2:1. U polufinalu su se osvetili prošlogodišnjem pobjedniku, Real Madridu, pobjedama od 1:0 i 2:1. U finalu na San Siru, Valencia CF je izgubila i drugu godinu zaredom postala drugoplasirana u Ligi prvaka. U utakmici su svi golovi postignuti iz jedanaesteraca. Na kraju Bayern je pobijedio u izvođenju jedanaesteraca, rezultatom 5:4 (1:1). Junak momčadi je bio Oliver Kahn koji je obranio tri jedanaesterca i čija je mentalna hrabrost i spremnost dovela momčad do osvajanja nacionalnog prvenstva nekoliko dana prije. U posljednjem dvoboju Bundeslige 2000./01., Bayern je pobijedio Shalkea, i to doslovno u zadnjim sekundama sezone golom šveđanina Patrika Anderssona. Bayern je osvojio treći naslov prvaka Njemačke, a Schalke 04 je, čini se, prerano slavio svoj naslov prvaka.
U sljedećoj sezoni, momčad nije uspjela osvojiti i četvrti Bundesligaški naslov zaredom, kao i kup. U Ligi prvaka, izgubili su od kasnijeg pobjednika, Real Madrida (jednako kao i u sezoni 1999./00.) ukupnim rezultatom od 3:2 (2:1, 0:2). Jedini uspjeh je bila pobjeda u Interkontinentalnom kupu u Tokiju protiv Boca Juniorsa iz Buenos Airesa, golom Sammy Kuffoura u produžetcima.
Slavu u Njemačkoj su vratili 2002./2003., kad je Bayern osvojio četvrti prvenstvo/kup zajedno, osvojivši Bundesligu i kup s drugim rekordnim rezultatom od 3:1 u finalu protiv 1. FC Kaiserslauterna. Međutim, cijela sezona je bila zasjenjena nevjerojatno lošim rezultatima u Ligi prvaka, u prvom natjecanju po skupinama nisu nijednu utakmicu pobijedili. U sljedećoj sezoni, kupili su 19 milijuna eura teškog nizozemca Roya Makaaya iz Deportiva La Coruñe, no Real Madrid je izbacio Crvene u osmini finala. Bayern cijele sezone nije imao pravu formu, a inače čvrasta obrana je postala puno ranjivija. Na kraju sezone, Bayern je zauzeo drugo mjesto u ligi. U kupu su ispali od drugooligaša Alemannije Aachen, što je bio još jedan dokaz loše sezone. Čak ni pojačanja Michael Ballack i pobjednik SP-a, Brazilac Lúcio, nisu mogli pomoći.

### Odlazak Hitzfelda i nova Arena
Na kraju je odlučeno da Hitzfeld odlazi iz kluba, a zamjenjuje ga Felix Magath, nekadašnji igrač Hamburga, najuspješniji krajem '70-ih i srednjih '80-ih godine prošlog stoljeća. Dobio je priliku da ostavi i svoj utjecaj na Bayern, a u svojoj prvoj sezonij Magath je momčad odveo do osvajanja kupa i prvenstva.
Početkom 2005./06. sezone, Bayern se iz Olimpijskog stadiona premjestio na novu Allianz Arenu, koja je sagrađena za potrebe SP-a 2006. i jedna je od najmodernijih u svijetu. Bayern Arenu dijeli s gradskim rivalom 1860 Münchenom. Ubrzo je Bayern počeo pobjeđivati sve utakmice na novom stadionu, a navijači su sjajno prihvatili stadion, gotovo uvijek je bio rasprodan. Još jedno osvajanje kupa i prvenstva u istoj sezoni je slavljeno na novom stadionu; ali se Bayernov nastup u Europi još jednom pokazao razočaravajućim: ispali su u osmini finala Lige prvaka velikim rezultatom od 1:4 protiv AC Milana. Od kluba i nogometa su se dvojica velikih Bayernovih igrača oprostili te sezone, Bixente Lizarazu i Jens Jeremies. Gubitak kapetana Michaela Ballacka kupnjom Chelseaja, uznemirilo je Karl-Heinz Rummeniggea, koji je za Chelseajevo ogromno trošenje novca izjavio da "nije prihvatljivo ni pravedno". Bayernov ugled, kao njemački najjači i najobožavaniji nogometni klub, postao je ironičan zbog Rummeniggeovih riječi.
U sezoni 2006./07., Bayern je ostao bez nekolicine igrača, Michaela Ballacka i Zé Roberta, koj se nije slagao s Magathom, José Paola Guerrera, te Bixentea Lizarazua i Jensa Jeremiesa, koji su se oprostili od nogometa. Njemački reprezentativac Lukas Podolski je došao u Bayern iz svog drugoligaškog 1. FC Kölna. Za osnaženje obrane, doveden je Daniel van Buyten iz Hamburga. Kako su Bayernova rana ispadanja u europi smirivali iz uprave, to je bio odraz opiranja kluba da kupi neku skupu superzvijezdu, a klubu je trebao netko da zamijeni velikog Ballacka. Međutim kad je nizozemski golgeter Ruud van Nistelrooy izjavio da želi ići iz Manchester Uniteda, Uli Hoeneß je izrazio želju za njegovim dovođenjem u Bayern, pa je se Bayern borio za njega, ali je van Nistelrooy ipak izabrao Real Madrid. Zadnjeg dana transfer-sezone 2006., Bayern je ptpisao ugovor s nizozemskim reprezentativcem Mark van Bommelom iz FC Barcelone. Iako su ga zvali pravim "brojem deset", razočarali su se, jer je on više bio defenzivni vezni igrač, nego vođa igre. Međutim, njegove sposobnosti vođenja momčadi su postale važne za ekipu i osigurale mu kapetansku vrpcu 2008. godine, zamjenjujući umirovljenog Olivera Kahna.
Nakon neuvjerljivog prvog dijela sezone, Magath je dobio otakz u siječnju 2007., zbog strahova da se Bayern ne kvalificra za Ligu prvaka. Ottmar Hitzfeld se vratio kao trener da zamijeni Magatha. On nije uspio, unatoč svim naporima, okrenuti sezonu i Bayern odvesti u Ligu prvaka 2007./08., ali je Bayern prošao u Kup UEFA, u kojem su zadnji put igrali 1995./96. sezone. Poraz kod kuće od 0:2 protiv AC Milana u Ligu prvaka 2006./07. i isti poraz VfB Stuttgarta u Bundesligi, natjerale su klupsko vodstvo da obnovi cijelu momčad, veće je počekom 2006./07. sezone bilo vidljivo da će Bayern znatno pasti u igri.

### Obnovljena momčad
Nekoliko mjeseci nakon kraja sezone, Bayern se zainteresirao za Werderovu zvijezdu Miroslava Klosea bez službenog razgovora s klubom, što je uzrujalo vodstvo kluba iz Bremena, koji su izjavili da su se nadali da će Klose ostati 2008., koliko mu ugovor traje. Uli Hoeneß je odgovorio da ako Werder inzistira da Klose igra još jednu godinu, onda će ga Bayern kupiti u sljedećoj szoni. Bilo je očigledno da će sljedeće godine Klose zaigrati za Bayern, jer je Werder pristao na ponudu od 12 milijuna eura.

Osim Klosea, još dvojica zvučnih pojačanja za 2007./08. sezonu su došla u Bayern, talijanski napadač Luca Toni i francuski vezni igrač Franck Ribéry, za kojeg je Bayern potrošio rekordnih 25 milijuna €. Ostali obećavajući igrači "novog" Bayerna su bili Nijemci Marcell Jansen i Jan Schlaudraff, argentinac José Ernesto Sosa, turčin Hamit Altintop i povratnik u momčad, brazilac Zé Roberto.

Druga strana obnovljene momčadi Bayerna su bili odlasci također velikih igrača. Owen Hargreaves je otišao u Manchester United nakon što je Bayern isti klub odbio prošle godine. Claudio Pizarro i Roque Santa Cruz su otišli u englesku; Pizarro u Chelsea FC, a Santa Cruz u Blackburn Rovers. Roy Makaay je otišao u Feyenoord Rotterdam, zbog male šanse za ulazak u prvu momčad zbog Tonija i Klosea. Ali Karimi je nakon dvije sezone napustio klub, dok je Andreas Görlitz posuđen u Karlsruher SC. Dvojica igrača koji su dugo godina igrali za klub, Hasan Salihamidžić i Mehmet Scholl, također su napustili Bayern. Salihamidžić je potpisao za Juventus, dok je Scholl s 36 godina završio nogometnu karijeru, zabivši gol u svojem zadnjem nastupu za klub. Igrao je oproštajnu utakmicu na "Franz Beckenbauer kupu" protiv FC Barcelone.
Uloženi napori su se odmah pokazali sjajnima, zbog sjajne Bundesligaške sezone u kojoj ni u jednom trenutku nisu "padali" s prvog mjesta, a pobijeđeni su bili samo dvaput u 34 utakmice i postavili su novi Bundesligaški rekord od najmanje primljenih golova u jednoj sezoni (21). Te sezone su osvojili i kup, pobijedivši u finalu Borussiju Dortmund.

Pojačanja Ribéry i Toni su se pokazali kao najutjecajniji igrači u ligi. Franck Ribéry je prozvan najboljim tehničarem Bundeslige, i često je bio nezaustavljiv za protivničke obrane; postigao je 11 golova i 8 asistencija, a izabran je za njemačkog igrača godine u sezoni 2007./08. Luca Toni je postao najbolji strijelac lige s 24 pogotka, dok je ukupno imao 39 pogotaka u 46 službenih utakmica. Njegova popularnost je povećana s djelima poput zabijanja četiri gola u 6:0 pobjedi Bayerna nad grčkim Arisom u Kupu UEFA; ili sa "savršenim" hat-trickom u Bundesligi protiv Hannovera; kao i sa sjajnim nastupima u četiri utakmice u deset dana: utakmica Kupa UEFA, dvije Bundesligaške i finale kupa. Njegov napadački suigrač Klose je imao imao razočaravajuću sezonu, počevši sjajno s osam golova u prvih šest utakmica, ali je do kraja sezone zabio samo dva.
Bayernov "neželjeni" (jer klub očekuje plasman u Ligu prvaka) nastup u Kupu UEFA imao je svakakve utakmice, uz teške pobjede protiv slabijih klubova (Bolton, Belenenses, Getafe), ali su ipak došli do polufinala, gdje su pretrpjeli ponižavajuću pobjedu u gostima od 0:4 protiv kasnijih pobjednika Zenit St. Peterburga.

### Nova tri trenera
U 2008./09. sezoni, Bayern je doveo novog trenera, klupsku i njemačku nogometnu legendu, te bivšeg Njemačkog izbornika, Jürgena Klinsmanna, koji je nasljedio Hitzfelda. Tijekom prve polovice sezone, Bayern je imao samo dvije pobjede u šest utakmica, ali je kasnije stizao bodove. U kupu Bayer Leverkusen je eliminirao Bayern München u četvrtfinalu. U UEFA Ligi prvaka, Bayern je također ispao u četvrtfinalu, izgubivši od Barcelone. 27. travnja 2009., dva dana nakon poraza od Schalkea kod kuće, što je Bayern "spustilo" na treće mjesto, Klinsmann je otpušten. Otkaz je usljedio zbog velikog ukupnog poraza od Barcelone (5:1) u Ligi prvaka, i zbog poraza od također 5:1 od VfL Wolfsburga. Bivši trener Jupp Heynckes je imenovan trenerom do kraja sezone. Bayern je ipak zasjeo na drugo mjesto Bundeslige 2008./09., i izravno se kvalificirao za UEFA Ligu prvaka 2009./10.
Sezone 2009./10., Bayern je u transfer-sezoni doveo novog trenera, nizozemskog stručnjaka Louisa Van Gaala, dvojicu hrvatskih reprezentativaca, Ivicu Olića i Danijela Pranjića, ukrajinca Anatolija Tymoschuka, te njemačkog reprezentativca Marija Gómeza. Iz kluba su otišli posuđeni Landon Donovan u LA Galaxy, Nijemac Tim Borowski ponovo u Werder Bremen, brazilac Lúcio, njegov sunarodnjak Zé Roberto, te napadač Lukas Podolski.

## Vanjske poveznice
- Povijest FC Bayern Münchena na službenoj stranici kluba

| Fußball-Club Bayern München | Fußball-Club Bayern München                               |
| --------------------------- | --------------------------------------------------------- |
|                             |                                                           |
| Informacije                 | Klub • Povijest • Igrači • Treneri • Susreti • Statistika |
|                             |                                                           |
| Stadioni                    | Allianz Arena • Olimpijski stadion • Grünwalder Stadion   |
|                             |                                                           |
| Ostale ekipe                | Rezervna ekipa • Ženska ekipa • Juniorska ekipa           |
|                             |                                                           |
| Povezani članci             | Kategorija • Pep Guardiola                                |

| Fußball-Club Bayern München | Fußball-Club Bayern München                               |
| --------------------------- | --------------------------------------------------------- |
|                             |                                                           |
| Informacije                 | Klub • Povijest • Igrači • Treneri • Susreti • Statistika |
|                             |                                                           |
| Stadioni                    | Allianz Arena • Olimpijski stadion • Grünwalder Stadion   |
|                             |                                                           |
| Ostale ekipe                | Rezervna ekipa • Ženska ekipa • Juniorska ekipa           |
|                             |                                                           |
| Povezani članci             | Kategorija • Pep Guardiola                                |